# Liberale Unie (Nederland)
De Liberale Unie was een gematigd progressieve, liberale politieke partij in Nederland. De partij werd opgericht op 4 maart 1885 en ging op 16 april 1921 op in de Vrijheidsbond (later de Liberale Staatspartij).

## Geschiedenis
De Liberale Unie maakte zich sterk voor de vrijheid van het individu, maar tegelijkertijd voor bescherming van zwakkeren. Verder maakte de Liberale Unie zich hard voor een beperkte rol van de overheid, belasting naar draagkracht, goede sociale-verzekeringswetten, algemeen kiesrecht en kiesrecht voor vrouwen, invoering van een volksleger, verbetering van de positie van vrouwen, openbaar onderwijs en (vanaf 1908) voor een stelsel van evenredige vertegenwoordiging.
De Liberale Unie ontstond als antwoord op eerdere verdeeldheid van de liberalen tussen Kappeynianen en Gleichmanianen. In 1885 werd de Liberale Unie opgericht als verenigingspunt voor alle liberalen, in de vorm van een federatie waar de plaatselijke liberale kiesverenigingen zich bij konden aansluiten. Van de 185 aangeschreven kiesverenigingen werden 62 lid. De partij verenigde zowel liberalen die snelle veranderingen nastreefden als liberalen die alleen voor behoedzame aanpassingen voelden en een brede middengroep die het vooral een sterke electorale positie tegenover de confessionele partijen belangrijk vond. In 1894 ontstond binnen de meeste politieke stromingen grote strijd over het voorstel tot uitbreiding van het kiesrecht dat Tak van Poortvliet in 1893 als Minister van Binnenlandse Zaken had ingediend. Tak verklaarde onverwacht op het laatste moment een wijzigingsvoorstel van een medestander onaanvaardbaar, wat uiteindelijk tot de val van het kabinet-Van Tienhoven leidde.
Bij de verkiezingen die toen werden uitgeschreven koos het bestuur van de Liberale Unie voor de lijn van Tak van Poortvliet: een zo omvangrijk mogelijke uitbreiding van het kiesrecht ineens. Bovendien riep het de aangesloten kiesverenigingen op om dit als voornaamste selectiecriterium te gebruiken. Kandidaten die niet liberaal waren, maar wel het voorstel van Tak steunden moesten de voorkeur krijgen boven liberale kandidaten waarvan dat niet zeker was. Vooral dit laatste ging meerdere kandidaten en kiesverenigingen veel te ver. Zij verlieten de Liberale Unie en boekten zonder landelijke organisatie als Vrije Liberalen een uitstekend verkiezingsresultaat. De Vrije Liberalen hechtten sterk aan een zeer onafhankelijke positie van gekozen volksvertegenwoordigers en gingen daarom pas in 1906 over tot het vormen van een eigen partij, de Bond van Vrije Liberalen.
Aangezien er in de nieuwe Tweede Kamer geen meerderheid voor de lijn van Tak van Poortvliet was, vormden de Vrije Liberalen het kabinet-Röell dat met steun van veel Kamerleden van de Liberale Unie voor een meer geleidelijke uitbreiding van het kiesrecht zorgde. Bij de verkiezingen in 1897 volgens de nieuwe regels werd de Liberale Unie de grootste partij. Zij kon met steun van de Vrije Liberalen het kabinet-Pierson vormen, dat dankzij nieuwe wetten als de Ongevallenwet, Leerplichtwet en Woningwet bekend werd als het kabinet van de sociale rechtvaardigheid. Maar voor de meer vooruitstrevende liberalen verliepen deze ontwikkelingen te traag, vooral omdat volgens hen zonder algemeen kiesrecht echte sociale rechtvaardigheid niet mogelijk was.
In 1901 vond daardoor een tweede afsplitsing plaats toen een groep meer vooruitstrevende liberalen samen met de Radicale Bond de Vrijzinnig-Democratische Bond vormde.
In 1921 werden de ernstig verzwakte Liberale Unie en Bond van Vrije Liberalen weer verenigd. Door invoering van het algemeen kiesrecht en het kiesrecht voor vrouwen, was de macht van de verdeelde liberalen in korte tijd veel kleiner geworden.

### Verkiezingsresultaten (districtenstelsel)
| Verkiezingsjaar | Aantal Zetels | Coalitie/Oppositie |
| --------------- | ------------- | ------------------ |
| 1888            | 33/100        | Oppositie          |
| 1891            | 40/100        | Coalitie           |
| 1894            | 29/100        | Gedoogsteun        |
| 1897            | 35/100        | Coalitie           |
| 1901            | 18/100        | Oppositie          |
| 1905            | 25/100        | Coalitie           |
| 1909            | 20/100        | Oppositie          |
| 1913            | 21/100        | Coalitie           |
| 1917            | 21/100        | Coalitie           |

### Verkiezingsresultaten (evenredige vertegenwoordiging)
| Verkiezingsjaar | Aantal zetels | Coalitie/Oppositie |
| --------------- | ------------- | ------------------ |
| 1918            | 6/100         | Oppositie          |

## Aanhang
De Liberale Unie had veel aanhangers onder de welgestelde burgers (advocaten, notarissen, officieren, rechters, artsen), hogere ambtenaren, industriëlen, handelaren, gegoede middenstanders en rijke boeren. De Liberale Unie scoorde goed in de grote steden, in de provincies Groningen, Drenthe en Zeeland, in middelgrote gemeenten in Noord- en Zuid-Holland en in gemeenten als Arnhem, Zutphen en Leeuwarden.
De Liberale Unie nam viermaal deel aan de regering, in de kabinetten:
- Kabinet-Van Tienhoven (1891-1894);
- Kabinet-Pierson (1897-1901);
- Kabinet-De Meester (1905-1908);
- Kabinet-Cort van der Linden (1913-1918).

## Toonaangevende politici
- Johannes Tak van Poortvliet
- Cornelis Lely
- Hendrik Goeman Borgesius
- Pieter Rink
- Dirk Fock
- Theodoor Herman de Meester